# 李悦 (琼王)
李悦（9世紀—840年11月16日），唐朝皇子，是唐宪宗李纯的第九子，生母杨太仪。唐朝制度公主之母封太仪，故李悦有胞姐，具体何人待考。
长庆元年（821年），李悦被兄长唐穆宗封为琼王。开成五年（840年），李悦去世。李悦第二子李津，河间郡王。